# Microleropsis
Microleropsis is een kevergeslacht uit de familie van de boktorren (Cerambycidae). De wetenschappelijke naam van het geslacht werd voor het eerst geldig gepubliceerd in 1937 door Gressitt.

## Soorten
Microleropsis is monotypisch en omvat slechts de volgende soort:
- Microleropsis rufimembris Gressitt, 1937